# 211号美国国道
211号美国国道是11号美国国道的支線。全長98公里，從維吉尼亞的17号美国国道至11号美国国道 。中途橫穿藍嶺山脈和雪倫多亞河谷。211号美国国道只是在維吉尼亞州,但它延伸去29号美国国道進入華盛頓特區。